# 水上人形劇 (ベトナム)
水上人形劇 （ベトナム語: Múa rối nước、ムアゾイヌオック） は、ベトナム社会主義共和国北部の伝統的な人形劇である。
11世紀頃から、紅河デルタ地帯の村々で行われてきた。1990年代に同国の観光資源として見直され、ハノイとホーチミン市に人形劇を行う劇場が造られ、以来、観光スポットとなっている。ベトナム各地には伝統的な水上人形劇の演目が存在し、後進の人間に継承、あるいは復元されたものが上演されている。本来水人形の技術は世襲的に継承され、演者となる人間は人形の操作方法を部外秘にすることを誓わなければならなかった。ベトナム文化省は水上人形研究所を設置して伝統の保護に努め、海外公演の助成も行われている。
舞台はため池などの濁った水の上に置かれ、水面が地面に見立てられる。簾で隠された舞台裏に回った人形の操者は腰まで水に浸かって演技を行い、歌と楽器の演奏に合わせて人形が動かされる。人形は長い竿の先に取り付けられ、糸によって首や腕を動かす事ができる。人形の操作の習得について、簡単なものでは1年、複雑なものでは5年の練習が必要とされる。それぞれの演目に物語的な一貫性はなく、様々なシーンの集合体として構成されている。上演される物語の多くは民話、伝説がモチーフとなっている。
人形の動作には躍動感があり、舞台が水上である点が活かされている。演奏される音楽は紅河デルタ地方の伝統的な音楽のほか、宮廷音楽の影響も受けていると考えられている。
ホアンキエム湖の湖畔では毎夜、外国人向けの公演が行われている。また、2014年9月13日には、日本の横浜赤レンガ倉庫のイベント広場で上演された。本来の予定では、同月13日と14日に代々木公園で開催予定だった「ベトナムフェスティバル2014」で上演される予定であったが、同公園の蚊からデングウイルスが検出されたため、同フェスティバルが中止となり、横浜での上演に変更となった。